# Simonestus pseudobulbulus
Simonestus pseudobulbulus là một loài nhện trong họ Corinnidae.
Loài này thuộc chi Simonestus. Simonestus pseudobulbulus được Lodovico di Caporiacco miêu tả năm 1938.